# Pewel Mała
Pewel Mała je vesnice v Polsku ve Slezském vojvodství v okrese Żywiec v gmině Świnna. V letech 1975–1998 administrativně náležela do Bílského vojvodství. Ve vesnici žije přibližně 1 500 obyvatel.

## Poloha
Vesnice leží na hranici pohoří Beskid Żywiecki a Beskid Makowski (Pasmo Pewelsko-Ślemieńské), u ústí potoka Pewlica a v údolí řeky Koszarawy, mezi obcemi Jeleśnia na výhodě a Świnna na západě. Leží na silnici DW 945 z Żywce do Jeleśné a na železniční trati 97 z Żywce do Suché Beskidzké.
Vesnice má integrované části Biedaszek, Dworzyska, Paździorcy a Sobki.

## Historie
Vesnice vznikala postupně na vyklučeném místě v letech 1626–1672. Je možné, že byla osídlená valašskými kočovníky. V roce 1884 byla pod správou rakousko-uherské monarchie a měla 212 obyvatel. Vesnice náležela pod římskokatolickou farnost Jeleśna. V roce 1892 byla zřízená železniční stanice. V roce 2015 byla budova železniční stanice zbořena a zůstal jenom peron se staniční tabulí. V roce 1983 byla založena v obci římskokatolická farnost Nejsvětějšího srdce Páně.

## Školství
V obci se nachází
- mateřská škola
- základní škola
- gymnázium

## Památky
- Ve vesnici nachází římskokatolický farní kostel Nejsvětějšího srdce Páně stejnojmenné farnosti. V roce 1884 byla postavena dřevěná kaple Nejsvětějšího srdce Páně podle projektu malíře a sochaře Józefa Wnętrzaka, který kostel také vymaloval. V roce 1899 byla ke vsi připojena část Dworzyska a počet obyvatel vzrostl na 750 osob. V roce 1907 byla kaple přestavěna na kostel za podpory Wojciecha a Jana Szwedy. V roce 1908 byl nový kostel dostavěn a vysvěcen. Kostel byl 20 m dlouhý, 12 m široký a měl 16 m vysokou věž. V období první světové války byl rekvírován zvon Wojciech. Nový byl pořízen v roce 1927. Na konci druhé světové války byl kostel a věž silně poškozen.[5]

- Dřevěná kaple Panny Marie Lesní z třicátých let 20. století v oblasti Pewel Mała-Las Kiełbasów. Kaple je postavená z modřínového dřeva. Je jednolodní bez vyděleného kněžiště na půdorysu obdélníku. Střecha je sedlová krytá šindelem. Uprostřed střechy je sanktusník.[6] V roce 1978 navštívil kapli Karol Wojtyla.[7] Kaple se nachází v blízkosti přírodní rezervace Gawroniec, která byla založena v roce 1995 na ploše 23,69 ha[2] na území Świnna.[8]

- Památný strom jilm horský (Ulmus glabra) s obvodem 496 cm a výškou 31 metrů je chráněn od roku 1968.[2]